# Скрабграсс Тауншип (округ Венанго, Пенсільванія)
Скрабграсс Тауншип (англ. Scrubgrass Township) — селище (англ. township) в США, в окрузі Венанго штату Пенсільванія. Населення — 749 осіб (2020).

## Демографія
Згідно з переписом 2010 року, у селищі мешкала 751 особа в 310 домогосподарствах у складі 216 родин. Було 672 помешкання
Расовий склад населення:
| - 95,9 % — білих - 0,9 % — азіатів - 0,7 % — чорних або афроамериканців - 0,1 % — корінних американців |

До двох чи більше рас належало 1,5 %. Частка іспаномовних становила 1,2 % від усіх жителів.
За віковим діапазоном населення розподілялося таким чином: 19,8 % — особи молодші 18 років, 63,6 % — особи у віці 18—64 років, 16,6 % — особи у віці 65 років та старші. Медіана віку мешканця становила 45,0 року. На 100 осіб жіночої статі у селищі припадало 113,4 чоловіків;  на 100 жінок у віці від 18 років та старших — 109,8 чоловіків також старших 18 років.
Середній дохід на одне домашнє господарство  становив 65 470 доларів США (медіана — 48 938), а середній дохід на одну сім'ю — 63 700 доларів (медіана — 53 839). Медіана доходів становила 39 583 долари для чоловіків та 28 906 доларів для жінок. За межею бідності перебувало 10,6 % осіб, у тому числі 24,0 % дітей у віці до 18 років та 7,9 % осіб у віці 65 років та старших.
Цивільне працевлаштоване населення становило 375 осіб. Основні галузі зайнятості: роздрібна торгівля — 19,7 %, освіта, охорона здоров'я та соціальна допомога — 19,5 %, виробництво — 11,5 %, транспорт — 10,9 %.